# GB FZ4ü 1651–1659
Die Gepäck- und Postwagen mit Drehgestellen der Gattung FZ4ü und den Nummer 1651–1659 wurden bei der Gotthardbahn-Gesellschaft (GB) ab 1897 in Dienst gestellt.

## Geschichte
Passend zu den ebenfalls 1897 erstmals angeschafften Ganzstahl-Reisezugwagen stellte die GB drei Gepäckwagen mit Drehgestellen mit den Nummern 1651–1653 in Dienst. Gebaut wurden diese bei Van der Zypen & Charlier in Mülheim am Rhein. Sie besassen geschlossene Plattformen, Faltenbalg-Übergänge und Wiegen-Drehgestelle. Neben einem kleineren und einem grossen Gepäckraum mit Hundekasten, einem Zugführerabteil und einer Toilette verfügten die Fahrzeuge auch über ein Postbüro.
Die Wagen wurden im Gotthard-Express eingesetzt und waren daher, im Gegensatz zu den grünen zweiachsigen Gepäckwagen, dunkelblau lackiert. Das Blau hatte die GB von der Compagnie Internationale des Wagons-Lits übernommen, um die hohe Qualität der Wagen bzw. des ganzen Zuges anzuzeigen. In der Mitte der Längsseiten wurden in goldener Farbe die kunstvoll ausgeführten Initialen «GB» angebracht. In späteren Jahren wurde statt dem Emblem die Aufschrift «GOTTHARDBAHN» angebracht.
1901 und 1905 entstanden jeweils drei weitere baugleiche Exemplare mit den Nummern 1654–1656 und 1657–1659.
1909 bei der Verstaatlichung der GB übernahmen die Schweizerischen Bundesbahnen (SBB) die Wagen. Sie bekamen die Nummern 18801–18809 sowie die bei den SBB übliche grüne Lackierung. Später wurden die Wagen umgebaut und die Gattungsbezeichnung änderte sich zu F4ü. Wie lange die Wagen im Einsatz waren, ist nicht genau bekannt.